# Karigador
Karigador (wł. Carigador) – wieś w Chorwacji, w żupanii istryjskiej, w gminie Brtonigla. W 2011 roku liczyła 189 mieszkańców.